# Springer György
Springer György, George Stephen Springer, George S. Springer (Budapest, 1933. december 12. – 2024. augusztus 15.) magyar származású mérnök, az amerikai hordozórakéta-konstrukciók világhírű szakembere.

## Életpálya
A Berzsenyi Gimnáziumban érettségizett. Az 1956-ban Budapesti Műszaki és Gazdaságtudományi Egyetem ötödéves hallgatójaként az országot elhagyó több ezer egyetemistához hasonlóan távozott az országból. Ausztráliába emigrált. Tanulmányait Sydney egyetemén folytatta, ahol 1959-ben gépészmérnökké avatták. Ausztráliából Amerikába költözött, ahol 1962-ben a Yale Egyetemen doktorált. 1962–1967 között a Massachusetts Institute of Technology (MIT) gépészkarán, majd a Michigan Műegyetemen volt professzor. Az 1960-as években az Amerikai Légierő felkérte, hogy vizsgálja a nagy sebességű repülőgéptesteket érő súlyos károsodások megszüntetésének lehetőségét. A vizsgálatok eredményeként figyelme a kompozit anyagok területére vezette. Az anyagtudományi kutatások eredményeként az 1970-es években megjelent új szintetikus, ún. kompozitanyagok forradalmian megváltoztatták a gépiparban, a könnyű- és hadiiparban alkalmazott technológiákat
A Stanford Egyetem Repülés- és Űrrepüléstudományi Intézete vezetőjének posztjára Hoff Miklós nyugalomba vonulása után pályázatot írtak ki. A negyven meghallgatásra hívott jelentkező közül Springer nyerte el a megbízatást. Emellett az egyetem Tartószerkezetek Tanszékének vezetését is rá bízták. Szakterülete a szálakkal megerősített műanyagok (kompozitok) vizsgálata, repülők és űrhajók szilárdságtani tervezése. Az 1980-as évek végén aktív részese volt az első ilyen anyagokból készült repülőgépek tervezésében, és mint azt 2001-ben egy vele készített interjúban elmondta:„Az új űrsikló teste már 100%-osan ilyen anyagból lesz, az én terveim szerint.”
Springer György haláláig szoros kapcsolatot tartott fenn a magyarországi kutatókkal, számos magyar doktorandusz tudományos munkáját irányította.

## Írásai
12 könyv és több mint 200 tudományos publikáció szerzője volt.

## Szakmai sikerek
- 1988-ban NASA-díjat kapott,
- 1994-ben az USA nemzeti Mérnökakadémiájának tagja,
- 1995-ben pedig a Magyar Tudományos Akadémia külső tagja,
- 1995-ben az Amerikai Repülőmérnökök Kamarájának tagja,
- 1995-ben az Év Mérnöke díjával tüntették ki,
- 1997-ben az American Society of Composites Distinguished Researcher Award (Kiváló Kutatói Díj),
- 1999-ben a Medal of Excellence in Composite Materials,
- 2000-ben Structural Dynamics and Materials Award,
- 2000. május 26-án az Egyetemi Tanács ünnepi ülésén (Stanford University, USA) átvette tiszteletbeli doktori oklevelét a kompozit szerkezetek terén kifejtett tevékenységéért.